# Teledyne Continental
Teledyne Continental är en amerikansk flygmotortillverkare, som har sin tillverkning i Alabama. Företaget är en del av Teledyne och företaget startade 1905.